# Hila
Hila oder Hilla (hebräisch: הילה) ist ein hebräischer weiblicher Vorname und bedeutet Glanz um den Mond, Aura oder auch Halo.
Hila ist ebenfalls ein afghanischer weiblicher Vorname. In der in Afghanistan weit verbreiteten Sprache Paschto bedeutet der Name Hoffnung, Wunsch oder Bitte.

## Bekannte Namensträgerinnen
- Hila Colman (1909–2008), US-amerikanische Jugendbuchautorin
- Hila Plitmann (1973), israelische Sopranistin
- Hila Saada (1982), israelische Schauspielerin
- Hila Bronstein (1983), deutsche Musikerin
- Hila Fahima (1987), israelische Opernsängerin